# Teretrius formosus
Teretrius formosus är en skalbaggsart som först beskrevs av Lewis 1915.  Teretrius formosus ingår i släktet Teretrius och familjen stumpbaggar. Inga underarter finns listade i Catalogue of Life.